# عبدالقادر حسینی
عبدالقادر حسینی فعال ملی‌گرای فلسطینی و فرمانده سازمان شبه‌نظامی فلسطینی ارتش جهاد مقدس بود. وی حملات مهمی را به شهرک‌های اسرائیلی و تأسیسات اسرائیلی سازمان داد.
در تاریخ ۸ آوریل ۱۹۴۸ به همراه جمعی از هم‌رزمانش در جریان نبرد روستای قسطل توسط واحد پالماخ، وابسته به سازمان شبه‌نظامی هگانا کشته‌شد.

## نگارخانه

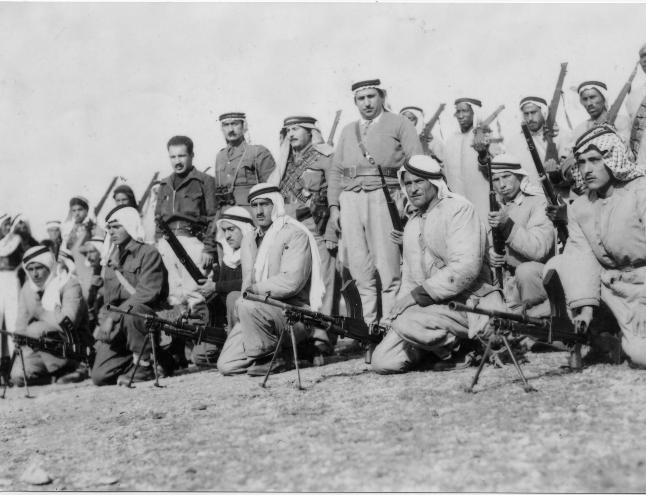
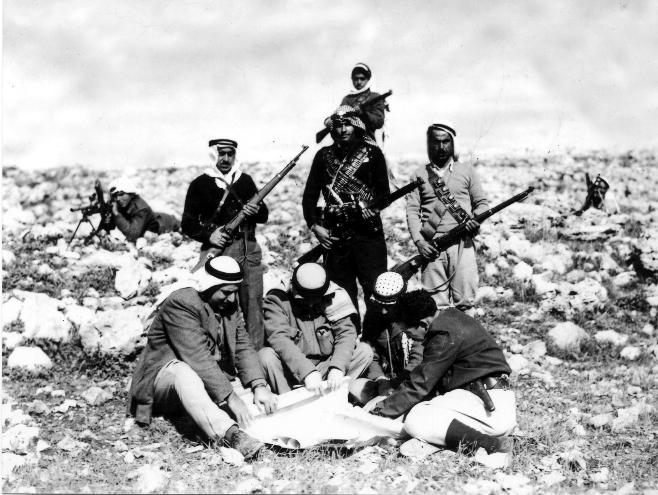
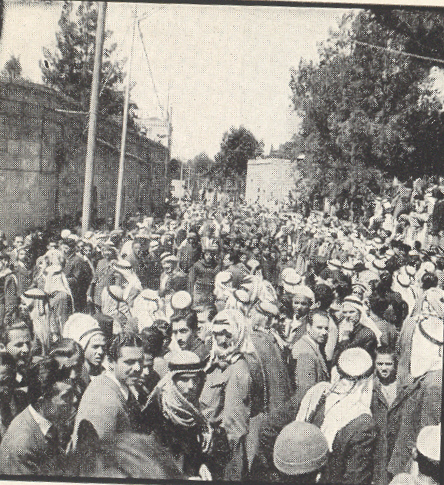